# Sebastien Foucan
Sébastien Foucan, född 24 maj 1974, är grundaren av sporten Free running. Han är även en av grundarna av sporten Le Parkour. Har varit med i Bond-filmen Casino Royale. 